# Braslav Sávský
Braslav (†901?) byl v letech 880–900 knížetem Sávského knížectví (později území Panonského Chorvatska) a mezi roky 896–900/901 vládl i na území bývalého Blatenského knížectví, v němž předtím vládl Kocel (861–876), vnuk nitranského knížete Pribiny.

## Život
Sávské knížectví leželo mezi řekami Dráva a Sáva a bylo lénem Východofranské říše.
Do funkce sávského knížete Braslava dosadil východofranský panovník Karel III. Tlustý, jemuž roku 884 vzdal Braslav hold v Tullnu u Vídně. Za odměnu měl chránit východní hranice Franské říše před útoky starých Maďarů. Jako východofranský vazal kníže Braslav vystupoval vůči Velké Moravě nepřátelsky; např. v roce 892 zaútočil neúspěšně na Svatoplukovy země. Na lepší obranu proti útokům starých Maďarů v roce 896 Frankové území pod správou Braslava rozšířili o prostor Blatenského knížectví. Nepomohlo to však a v letech 900/901 maďarští nájezdníci toto území dobyli.
O dvě století později bylo pod jménem Slavonie začleněno do Uherského království.
Podle některých badatelů je slovenská Bratislava pojmenovaná po Braslavovi (Brezalauspurc, 907).